# Joy Cowley
Cassia Joy Cowley (nacida Summers; 7 de agosto de 1936 (88 años) conocida como Joy Cowley, es una escritora, novelista, y cuentista neozelandesa, dedicada a la literatura infantil y juvenil.

## Obra
Su primera novela, Nest in a Fallen Tree (El Nido en un Árbol Caído), de 1967, tuvo una adaptación, en 1971, para la película The Night Digger con el guionista Roald Dahl. Obtuvo buen éxito en EE. UU. 
Ha escrito varios obras para adultos, como son sus novelas: Man of Straw (1972), De Hombres y Ángeles (1972), The Mandrake Root (1975), y The Growing Season (1979) típicamente se centran en familias que tratan de asuntos como infidelidad marital, enfermedad mental, y muertes. 
Joy también publicó varias colecciones de cuentos, incluyendo Dos de una Clase (1984) y Ataque de Corazón y Otras Historias (1985). Es conocida, principalmente por escribir ficción infantil. Sus novelas de literatura infantojuvenil El Silencioso (1981), también adaptada al cine en 1985; y, otros trabajos incluyen Shadrach (1991) y su secuela Gladly, Here I Come (1994).
Ha escrito 41 libros ilustrados, los cuales incluyen 'The Duck in the Gun (1969), The Terrible Taniwha of Timberditch (1982), Salmagundi (1985), y La Trampa de Queso (1995). The Duck in the Gun y Salmagundi son explícitamente libros anti-guerra. 
Además, activamente, ha estado enseñando habilidades de lectura, en especial en ayudar a aquellos con dificultades de lectura, habiendo escrito aproximadamente 500 lecturas basales (libros de lectura en Nueva Zelanda).

## Honores y premios
- 1982: Premio Libro Global del Año, tres veces en las varias repeticiones de los premios de Libros Infantiles de Nueva Zelanda: primero por El Silencioso en 1982; luego para Cazador en 2006; y finalmente para Culebra y Lagarto en 2008.[5] Los últimos dos libros fueron introducidos a la categoría de Ficción Juvenil, en que también ganaron el premio de categoría para Ticket to the Sky Dance en 1998, Starbright & the Dream Eater en 1999, y Shadrach Girl en 2001.

- 1990: Medalla Conmemorativa, por servicios a Nueva Zelanda.

- 1992: Orden del Imperio Británico (OBE) por servicios a la literatura de los niños.[6]

- 1992: ex Premio Ficción por "Bow Down Shadrach",

- 1993: se le concedió un doctorado honorario (D.Litt) por la Universidad Massey, y otorgado la Medalla de Sufragio de Nueva Zelanda Centennial.[7]

- 1993: tercera recipiente del Premio Margaret Mahy, cuyos ganadores presentaron y publicaron sus conferencias respecto de la literatura y la alfabetización de niños.[8][9] Cowley tituló su conferencia Influencias. Archivado el 6 de abril de 2017 en Wayback Machine. El premio se presentó por el Storylines Childrens Literatura Confianza Benéfica, quien estableció el Premio Joy Cowley, en 2002, en reconocimiento de la "contribución excepcional de Joy Cowley ha hecho a la literatura y a la alfabetización de niños en Nueva Zelanda e internacionalmente".[10]

- 1994: "Mejor Guion para Obra Televisiva" en los Premios 1994 TV Guía para Lengua de Madre, una película de 52 min de 1992, y ambientado en 1953, sobre una pareja de jóvenes de 18 años quiénes caen enamorados – aunque la mujer (actuado por Sarah Smuts-Kennedy) es católica, y el hombre (por Craig Parker) es judío.[11][12][13]

- 2000: su libro The Video Shop Sparrow fue incluido en el Listado 2000 Cuervos Blancos, administrado por la Biblioteca Juvenil Internacional, y cinco de sus libros han sido finalistas para el Premio Esther Glen de 1995 a 2010.

- 2002: en la categoría de Libros Ilustrados por Brodie. Adicionalmente cinco de sus libros han sido listados como finalistas en la categoría de Libros Ilustrados, y tres en la categoría de Ficción Juvenil.

- 2002: Medalla Roberta Long, presentado por la Universidad de Alabama en Birmingham por su literatura infantil.[14]

- 2004: Galardón A.W. Reed por sus contribuciones a la literatura de Nueva Zelanda,

- 2004: patrona del Storylines Childrens Fundación de Literatura Archivado el 6 de abril de 2017 en Wayback Machine., y es una de las síndicas de Storylines. Al menos uno de sus libros se halla en la Lista Storylines de Libros Notables Archivado el 24 de abril de 2010 en Wayback Machine., desde entonces el 2000, y en 2009 y 2011 (en 2012 obtuvo una "mención especial").[15]

- 2005: en la lista de "Honores del Cumpleaños de la Reina", Cowley fue nombrada Distinguido Compañero de la Orden del Mérito de Nueva Zelanda (DCNZM) por servicios a la literatura infantil.[16]

- 2010: Premio Primer Ministro por Logros Literarios en la categoría de Ficción.

- 2010: Premio Choice Infantil en esa categoría para "Amigos: Culebra y Lagarto".

## Vida personal
Cowley se casó tres veces. Primero a sus 20 años, con el granjero Ted Cowley, quienes tuvieron cuatro niños: Sharon, Edward, Judith y James. Tras su divorcio en 1967, Cowley se casó con Malcolm , un escritor de Wellington, quien murió en 1985. Y, en 1989, Cowley se casó con su marido actual, Terry Coles. Vivieron por muchos años en el Marlborough Sounds, pero en 2004 se mudaron a un apartamento en Wellington para que Coles pudiera tener servicios médicos más cercanos. Cuando la salud de Coles se deterioró aún más, debieron mudarse otra vez a Featherston, donde ahora viven. Tiene 13 nietos y todavía está escribiendo al máximo.

## Publicaciones recientes
- 1986 - Turnips For Dinner, ilustró Jan van der Voo, 16 p. ISBN 0-87449-368-4

- 1986 - The King's Pudding, ilustró Martin Bailey, 16 p. ISBN 0-87449-370-6

- 2007 – Snake and Lizard, ilustró Gavin Bishop, 102 p. ISBN 978-0-9582787-3-7[17]

- 2009 – Friends: Snake and Lizard, ilustró Gavin Bishop, 144 p. ISBN 978-1-877467-25-7[18]

- 2010 – The Fierce Little Woman and the Wicked Pirate, 40 p. ISBN 9781877467400[19]

- 2011 – Stories of the Wild West Gang, 362 p. ISBN 978-1-877467-85-1[20]

- 2013 – Dunger, 156 p. ISBN 978-1-877579-46-2[21]

- 2014 – Speed of Light, 208 p. ISBN 978-1-877579-93-6[22]

- 2014. Rapunzel. World Classics. 32 p. Con Wilhelm Grimm, Brothers Grimm, ilustró Hye-yeong Bae. Publicó ChoiceMaker Pty. Ltd, ISBN 1925186016, ISBN 9781925186017

- 2015 – The Bakehouse, 140 p. ISBN 978-1-776570-07-2[23]

- 2015 - Shoo! Sunshine books: Level 3, Emergent. 8 p. ilustró Isabel Lowe. Publicó Wendy Pye, ISBN 1927294398, ISBN 9781927294390

- 2016 – The Road to Ratenburg, 200 p. ISBN 978-1-776570-75-1[24]

- 2017 – Helper and Helper, 128 p. ISBN 978-1-776571-05-5[25]